# Горњи Нил (држава)
Горњи Нил (енгл. Upper Nile и арап. أعالي النيل) био је један од три вилајета у регији Горњи Нил у Јужном Судану, а након 2011. и независности Јужног Судана држава.
Горњи Нил престао је да постоји 2015, када је Јужни Судан подељен на 28 нових држава.

## Одлике
Налазио се у североисточном делу регије Горњи Нил на граници са Суданом и Етиопијом. Захватао је површину од 77.773 км², на којој је живело око 1.200.000 становника. Просечна густина насељености била је 16 стан./км². Главни град био је Малакал. Горњи Нил је име добио по реци Бели Нил која протиче кроз цео вилајет/државу.

## Подела
Горњи Нил био је подељен на дванаест округа:
- Балјет
- Фашода
- Лонгечук
- Мабан
- Малакал
- Мањо
- Мајвут
- Мелут
- Насир
- Пањиканг
- Ренк
- Ултанг